# The Great Southern Trendkill
The Great Southern Trendkill – ósmy studyjny album heavymetalowego zespołu Pantera wydany w 1996 roku.
Według danych z kwietnia 2002 album sprzedał się w nakładzie 758,681 egzemplarzy na terenie Stanów Zjednoczonych.

## Twórcy
- Phil Anselmo – śpiew
- Dimebag Darrell – gitara elektryczna
- Rex Brown – gitara basowa
- Vinnie Paul – perkusja
- Seth Putnam (gościnnie) – śpiew

## Lista utworów
1. "The Great Southern Trendkill" – 3:46
2. "War Nerve" – 4:53
3. "Drag the Waters" – 4:55
4. "10's" – 4:49
5. "13 Steps to Nowhere" – 3:37
6. "Suicide Note Pt. I" – 4:44
7. "Suicide Note Pt. II" – 4:19
8. "Living Through Me (Hells' Wrath)" – 4:50
9. "Floods" – 6:59
10. "The Underground in America" – 4:33
11. "(Reprise) Sandblasted Skin" – 5:39

## Pozycje na listach
| Lista         | Kraj              | Pozycja |
| ------------- | ----------------- | ------- |
| Billboard 200 | Stany Zjednoczone | 4       |